# Randiella minuta
Randiella minuta är en ringmaskart som beskrevs av Erséus och Strehlow 1986. Randiella minuta ingår i släktet Randiella och familjen Randiellidae. Inga underarter finns listade i Catalogue of Life.